# Histoire de Capoue
Capoue (en osque KAPU, en latin Capŭa, en grec Καπύη) aujourd'hui désignée par Capoue antique ou Capoue archaïque pour éviter toute ambiguïté[réf. souhaitée], était une ville construite au IXe siècle av. J.-C. sur le site de l'actuelle municipalité de Campanie de Santa Maria Capua Vetere, la Vulturnum étrusque du Ve siècle av. J.-C. qui Modèle:À qui de la région avec Nola. Elle conserve de nombreux vestiges de l'époque romaine et quelques-uns de l'époque étrusque (la Tuile de Capoue). Selon certaines traditions, son nom viendrait de Capys, grand-père d'Énée. 

Avec une histoire de plus de vingt-huit siècles, celle que Cicéron avait appelée, la comparant à Carthage et Corinthe, « l'autre Rome », fut une cité osque, étrusque, samnite et romaine, comptant à son apogée, d'après Ausone, parmi les plus célèbres de l'Empire :
Aujourd'hui l'esclave de Rome, elle était jadis sa rivale. […] Cette ville, autrefois si puissante par sa force et par ses richesses, […], la voilà reléguée au huitième rang, où encore elle se soutient à peine.
En effet, passée sous domination romaine au IVe siècle av. J.-C., celle qu'on considérait alors comme l'une des plus grandes villes d'Italie fut la première destination de la Voie Appienne, conçue par le censeur Appius Claudius Caecus dans une perspective d'unité politique et économique. Pourtant, le soutien qu'elle apporta à Hannibal lors de la deuxième guerre punique, provoqua la colère et la vengeance de la République et son déclin relatif.
Après sa destruction et l'expulsion de ses habitants par les Sarrasins au IXe siècle, la population s'est déplacée en masse vers la ville voisine de Casilinum, fondant la Capoue moderne.

## Capoue antique

### Époque préromaine
L'occupation étrusque de la Campanie, et plus particulièrement de la région de Capoue, commence au IXe siècle av. J.-C., comme l'attestent les nécropoles les plus anciennes, de type villanovien, du site de Santa Maria Capua Vetere. Elle se poursuit jusqu'au Ve siècle av. J.-C.. L'historien romain Velleius Paterculus, qui avait une ascendance campanienne et pouvait donc rapporter des traditions locales, faisait d'ailleurs remonter la fondation de Capoue par les Étrusques au tournant du IXe et du VIIIe siècle av. J.-C., à la différence de Caton l'Ancien, qui la situait vers 471 av. J.-C..
Au Ve siècle av. J.-C., la cité de Capoue était, selon le témoignage de Strabon, à la tête d'une dodécapole, confédération des douze villes étrusques de Campanie, équivalente à celle des douze villes d'Étrurie. La ville semble bien être organisée à cette époque sur le modèle du plan régulier en damier provenant de la Grèce antique.
En 423 av. J.-C., les Étrusques sont chassés de Capoue.

### Les noms anciens de Capoue
Des traditions différentes nous ont été transmises sur l'origine du nom de Capoue :
- Selon Strabon, dans le passage déjà cité, s'appuyant sur Polybe, le nom viendrait de caput (« tête »), parce que les Étrusques avaient mis cette cité à la tête de la dodécapole campanienne (l'expression comparable de caput Etruriae est  employée par Tite-Live à propos de plusieurs villes de l'Étrurie toscane).
- Servius[10] indique que, selon Tite-Live, le nom dériverait de campus (« plaine ») : Sed Liuius uult a locis campestribus dictam, in quibus sita est (« Mais Tite-Live veut qu'elle tire son nom des lieux de plaine dans lesquels elle est située »).
- Une autre tradition dérive son nom d'un héros du nom de Capys, mais avec deux versions sur l'identité de ce personnage : selon la première, il s'agirait d'un compagnon d'Énée qui l'avait accompagné jusqu'en Italie ; selon l'autre, le fondateur de Capoue ne s'appelait pas Capys, mais Rhomos – un des fils d'Énée – et ce dernier aurait donné à la ville un nom qui rappelait le nom de son propre arrière-grand-père (en effet, le père d'Anchise s'appelait Capys).
- Enfin, Servius, après avoir rappelé l'explication de Tite-Live, penche pour un rapport avec le mot étrusque capys qui voudrait dire « faucon » : Sed constat eam a Tuscis conditam uiso falconis augurio, qui Tusca lingua capys dicitur, unde est Campania nominata (« Mais il est bien établi qu'elle a été fondée par les Étrusques à la suite de l'observation augurale d'un faucon, qui se dit capys en étrusque, d'où la Campanie a reçu son nom »). Le lien avec un oiseau augural peut être rapproché du fait que Capoue s'était appelée anciennement Volturnum et que ce nom peut être apparenté à uultur, nom latin du vautour.

### Les délices de Capoue
Au cours de la deuxième guerre punique, dans l'attente vaine de renforts d'Afrique que les sénateurs de Carthage rechignent à lui envoyer, car ils craignent que sa gloire ne leur porte ombrage, et désirant faire reposer ses troupes après la bataille de Cannes, Hannibal prend ses quartiers d'hiver à Capoue, ville où il entre facilement, car ses amis politiques y ont pris le pouvoir peu avant ladite bataille.
Il temporise dans l'espoir d'une désagrégation totale de la confédération italienne et espère de nouvelles alliances qui lui permettraient enfin d'obtenir la domination sur mer ainsi que la prise de Rome.
Capoue accueille Hannibal et le soutient contre Rome. Mais, assiégée, la ville est reprise par Rome en 211 av. J.-C. et punie par la confiscation de son territoire et la privation de la citoyenneté.
Selon Tite-Live, « les soldats carthaginois [mais l'armée était aussi composée de nombreux Numides, Ibères, Gaulois], qui avaient résisté à toutes les souffrances, succombèrent sous l'effet des plaisirs et des jouissances. Ils ramollirent leur âme et leur corps ».  L'expression « s'endormir dans les délices de Capoue » traverse les âges sous forme de proverbe, signifiant « perdre un temps précieux, qui pourrait être avantageusement employé, et/ou s'amollir dans la facilité au lieu de se préparer à la lutte ». En réalité, Hannibal, dont les troupes s'étaient largement amenuisées en deux ans de campagne et qui ne disposait pas de matériel de siège, n'était simplement pas en mesure de marcher sur Rome.

### Ville antique
Son amphithéâtre est d'une grande richesse et le célèbre gladiateur thrace Spartacus, gladiateur de l'école de Cnaeus Lentulus Batiatus à Capoue, y a peut-être combattu, avant de se révolter avec certains de ses camarades.

## Capoue au Moyen Âge
En 841, au cours d'une lutte pour la succession dans le duché de Bénévent, Radelchis embauche une troupe de Sarrasins d'Afrique du Nord, commandée par le Berbère Kalfün (qui devint en 847 le premier émir de Bari), contre Landolf Ier l'Ancien, détruisant la ville et forçant la population à fuir. Après la destruction, la population (qui constituait depuis l'extension historique de la Civitas Capuana[pas clair]) s'est d'abord réfugiée à Sicopoli, puis s'est déplacée, après quelques années (en 856), dans un méandre du Volturno, à l'endroit où se trouvait le port fluvial romain de Casilinum. Ainsi fut constituée la Nouvelle Capoue correspondant aujourd'hui à la commune de la province de Caserte qui porte le nom de Capoue.
Après l'abandon de la population au IXe siècle, seuls quelques établissements isolés sont restés sur l'ancien territoire de Capoue.
Ce n'est qu'à la fin du XVIIIe siècle qu'ils ont fusionné pour donner le village de Santa Maria Maggiore, un hameau de Capoue, devenu en 1861 une municipalité autonome, qui a pris ensuite le nom de Santa Maria Capua Vetere.

## À noter
Georges Brassens dans « Le Fantôme » chante : « ... Mais foin des délices de Capoue, c'était mon père criant debout... »